# 総社市立総社西中学校
総社市立総社西中学校（そうじゃしりつ そうじゃにしちゅうがっこう）は、岡山県総社市駅前一丁目にある公立の中学校である。

## 沿革
- 1947年（昭和22年） - 岡山県吉備郡総社町・服部村・秦村・都窪郡常盤村・清音村・山手村・三須村中学校組合立総社西中学校として開校。
- 1948年（昭和23年） - 新校舎（現在地）に移転。
- 1954年（昭和29年） - 総社市制施行により岡山県総社市外二箇村中学校組合立総社西中学校に改称。
- 1962年（昭和37年） - 総社市立池田中学校を統合。
- 2005年（平成17年） - 総社市・清音村・山手村合併により総社市立総社西中学校に改称。
- 2018年（平成30年） - 改ざんダンパーの使用が発覚。

## 専門委員会
- 総務委員会
- 福祉委員会
- 生活委員会
- 美化委員会
- 図書委員会
- 広報委員会
- 保健委員会
- 体育委員会
- 給食委員会
- 交通委員会
- 生徒会執行部

## 部活動
運動部
- ソフトテニス部
- バドミントン部
- バレーボール部
- バスケットボール部
- ハンドボール部
- サッカー部
- 野球部
- 卓球部
- 剣道部
- 陸上競技部

文化部
- 科学部
- 美術部
- コーラス部
- 和道部
- 吹奏楽部

サークル
- ボランティアサークル

## 通学区域が隣接している学校
- 総社市立総社東中学校
- 倉敷市立北中学校
- 倉敷市立西中学校
- 倉敷市立船穂中学校
- 倉敷市立真備東中学校
- 総社市立総社中学校
- 総社市立昭和五つ星学園義務教育学校
- 吉備中央町立加賀中学校
- 岡山市立足守中学校